# Famille Bonomo
Pour les articles homonymes, voir Bonomo.
 (août 2024).
La famille Bonomo (ou Bonomi; Bonhomo) est une famille patricienne de Venise.

## Historique
Les Bonomo furent une famille noble de Trieste, renseignée dès le XIIe siècle. Entre le sac de Constantinople et la fin de l'Empire latin d'Orient, une branche s'est installée à Venise et a été cooptée dans l'aristocratie en 1304.
Les Bonomo furent admis à la Scuola di Santa Maria in San Francesco, fraternité réunissant les familles de la ville de Trieste. Ses membres ont occupé à plusieurs reprises le rôle de juge recteur de la ville, l'un des principaux postes administratifs.
De Francesco Bonomo († 1413) sont nés Giovanni (1354 à 1428), Rizzardo (1370-1463), Bonomo (de 1380 à 1457), Pietro (1387 à 1453) et Daniel (1398-1459) ont développé les cinq branches qui forment la famille.
La famille s'est divisée dans la période qui a vu les deux factions se disputer la domination de Trieste avec d'une part, la pro-autrichienne, les autres autonomistes et pro-vénitiens. Giovanni Antonio Bonomo, fils de Pietro, fut commandant de la milice civique, déployée par l'Autriche, tandis que les fils de Bonomo, Antonio et Cristoforo Bonomo, respectivement Vicedomino et juge recteur de la ville, furent leurs adversaires. Antonio et Cristoforo furent parmi les partisans de la révolte qui conduisit le 15 août 1468 à l'expulsion de Lüger et à la libération des prisonniers capturés par lui au début de l'année.
Dans le tumulte qui suivit, Giovanni Antonio Bonomo, commandant des milices urbaines et père du futur évêque Pietro, fut lynché par la population sous les cris de « Vive la maison de Hosterlic ». Bien qu'il semblait hostile à la faction impériale et pro-vénitienne, Cristoforo Bonomo fut condamné à mort par le conseil municipal, après avoir proposé d'envoyer une délégation à la Seigneurie pour remettre les clefs de Trieste. Il   réussit cependant à fuir avec ses partisans se réfugier à Koper.

## Armes

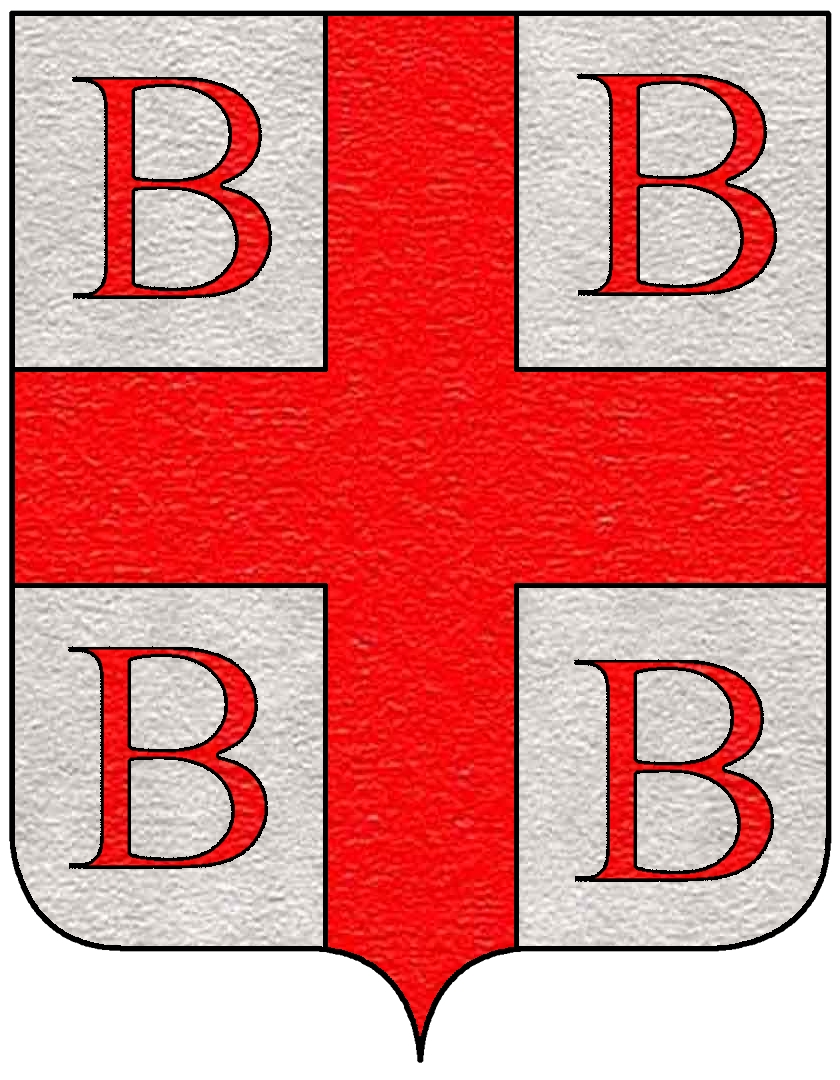
Armes de la famille Bonomo (Venise)

Les armes des Bonomi de Trieste, Styrie et Venise se blasonnent ainsi d'argent à la croix de gueules cantonnée de quatre B du même et chargée au centre d'une losange renfermant un cinquième B. Leur devise est Ab Extremis Interna.

## Personnalités
- Cristoforo Bonomo, un des chefs de la rébellion anti-autrichienne de 1468 ;
- Battistino Bonomo, hostile aux barbares et aux teutons, qui contribua à l'union de Venise (1508) ;
- Pietro Bonomo (1458-1546), Evêque de Trieste, collaborateur des empereurs autrichiens.

## Pour approfondir